# 科倫坡大學
科倫坡大學 （University of Colombo，亦稱 Colombo University，簡稱UoC）是一所公立研究型大學，主校區位於斯里蘭卡的科倫坡大都市區，佔地50英畝。它成立於1921年，是斯里蘭卡最古老的高等教育機構機構，亦是一所國家機構，在全國範圍內提供人們接受高等教育的機會。其專攻自然科學、社會科學和應用科學以及數學、電腦科學和法律領域。

## 外部連結
科倫坡大學官網 （页面存档备份，存于）
1. 1 2 3  University System at a Glance 的存檔，存档日期18 June 2010.